# Irene Pusterla
Pour les articles homonymes, voir Pusterla.
Irene Pusterla, née le 21 juin 1988 à Mendrisio, est une athlète suisse spécialiste du saut en longueur.
Le 17 juillet 2010, Irene Pusterla remporte la finale des Championnats de Suisse de Lugano avec la marque de 6,76 m, améliorant de trois centimètres le record national détenu par Meta Antenen depuis l'année 1971. Qualifiée grâce à cette performance pour les Championnats d'Europe de Barcelone, elle est éliminée dès les qualifications avec 6,62 m. Le 19 août, de la même année, elle termine troisième du Weltklasse Zurich, avant-dernière étape de la Ligue de diamant 2010, avec un saut à 6,70 m.

## Records personnels
- Plein air : 6,84 m (Chiasso, 20/08/2011)
- Salle : 6,71 m (Paris, 05/03/2011)